# Diadelia punctifrons
Diadelia punctifrons är en skalbaggsart som beskrevs av Stefan von Breuning 1940. Diadelia punctifrons ingår i släktet Diadelia och familjen långhorningar.
Artens utbredningsområde är Angola. Inga underarter finns listade i Catalogue of Life.